# Pas ruchu

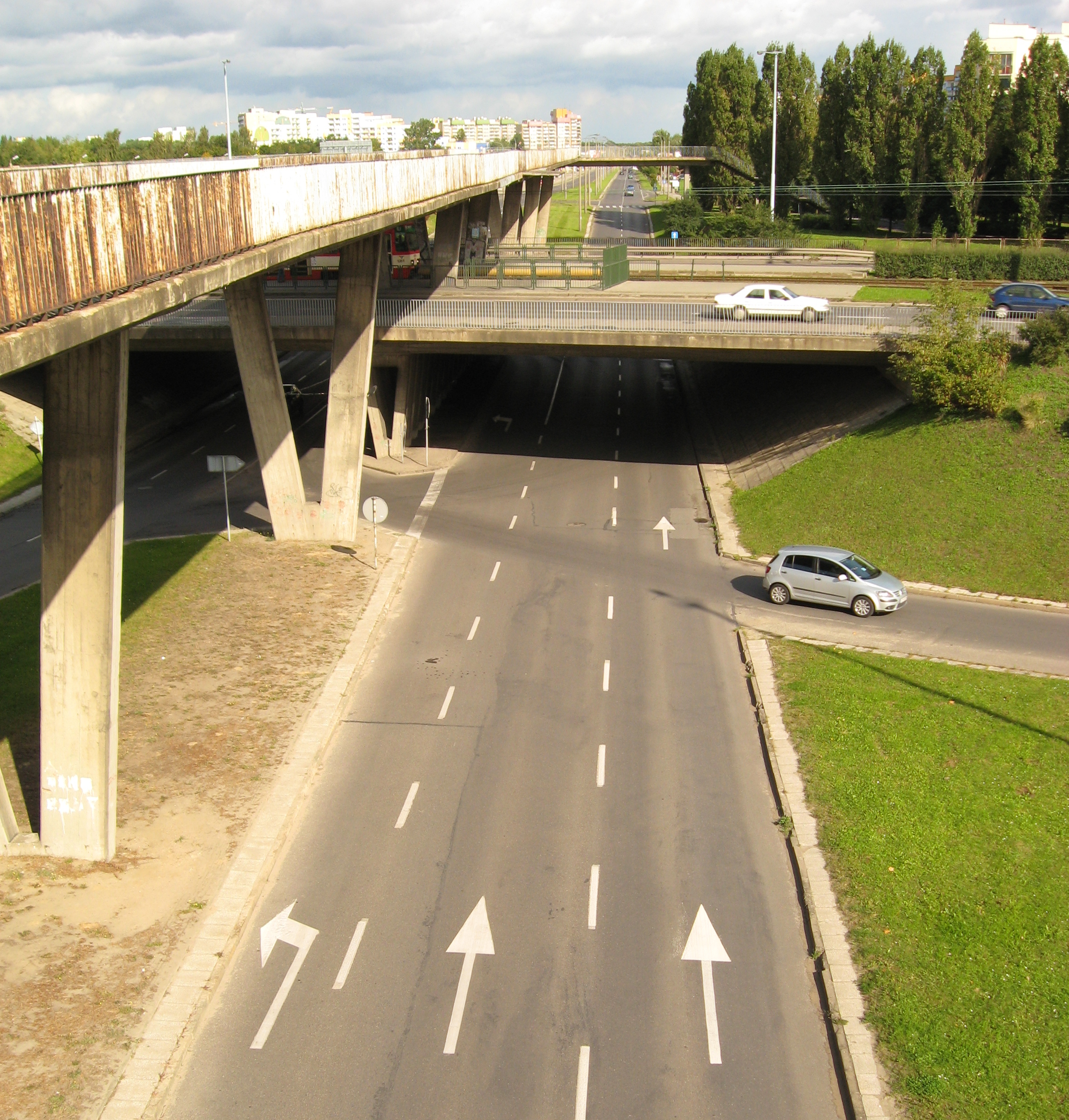
3 pasy ruchu – jeden do skrętu w lewo, dwa do jazdy prosto.

Pas ruchu – każdy z podłużnych pasów jezdni wystarczający do ruchu jednego rzędu pojazdów wielośladowych, oznaczony lub nieoznaczony znakami drogowymi.
W Polsce – zgodnie z rozporządzeniem w sprawie warunków technicznych, jakim powinny odpowiadać drogi publiczne i ich usytuowanie – minimalna szerokość pasa ruchu zależy od kategorii drogi, a wynosi od 2,50 m (drogi dojazdowe) do 3,75 m (autostrady poza obszarem zabudowanym). Maksymalna szerokość pasa ruchu na terenie zabudowanym wynosi od 3,50 metra (autostrada) przez 3,00 m (droga zbiorcza) do 2,50 m (dwupasowa droga dojazdowa).